# Велики везир Мађара
Велики везир (мађ. nagyfejedelem, vezér) је била титула која је била коришћена у изворима савременика у  9. и 10. веку да би означили вођу заједнице мађарских племена.

## Титула
Велики везир (vezér) је био биран од осталих вођа, везира, племенских заједница Федерације седам мађарских и три кабарска племена, који су се одметнуле од Хазарских племена, и придружили мађарима после 881. године.
Први Велики везир Мађара је био Алмош, Арпадов отац и највероватније је био постављен од стране Великог Кана Хазара. Не зна се тачно да ли је Велики везир био војни вођа Ђула (gyula), духовни вођа Кенде (kende) или је та титула била нова за тадашње потребе.
Када су мађари били потиснути из своје тадашње постојбине Етелкеза и кренули према Панонској низији, управна моћ Великог везир је била опала. У време Великог везира Гезе, Ердељом је владао полунезависни вођа ђула (gyula). Из тог разлога је Вајк морао да приликом стварања Мађарске државе поново потчињава околна племена и осваја њихове територије Ахтум (Ajtony) и Црни Мађари.
Титула Великог везир је нестала крунисањем Вајка у првог мађарског хришћанског краља Стефана I, око 25. децембра 1000. или 1. јануара 1001. године.

## Велики везири Мађара
- Алмош, (мађ. Álmos) (850–895)
- Арпад, (мађ. Árpád) (895–907)
- Золта (мађ. Zolta) (907–947)
- Фајс (947–955)
- Такшоњ (мађ. Taksony) (955–972)
- Геза (972–997)
- Стефан I Угарски (мађ. Szent István) (997–1000)